# Marta albo jarmark w Richmondzie
Marta albo jarmark w Richmondzie (niem. Martha oder Der Markt zu Richmond) – opera romantyczno-komiczna Friedricha von Flotowa.
- Autor libretta: – Friedrich Wilhelm Riese na podstawie pantomimy baletowej Lady Harriette ou La Servante de Greenwich.
- Typ opery: opera buffa
- Liczba aktów: 5
- Data premiery: 25 listopada 1847
- Miejsce premiery: Wiedeń

## Historia utworu
Flotow mieszkający od 16 roku życia w Paryżu wzorował się na operze francuskiej. Marta, jest typową francuską operą komiczną. To jedyna opera tego kompozytora, która jest w repertuarach teatrów po ponad stu sześćdziesięciu latach od premiery w 1847 roku. W Warszawie była grana już trzy lata po wiedeńskiej premierze, co świadczyło o dużym powodzeniu i popularności utworu. Do najbardziej zapamiętanych należy aria "Die letzte Rose" – pieśń o ostatniej róży lata, którą tłumaczono na wiele języków, dzięki czemu znana była w całej Europie.

## Osoby
- Lady Harriet Durham – dama dworu królowej Anny – sopran
- Nancy – powiernica Harriet – mezzosopran
- Lord Tristan de Mickleford – kuzyn lady Harriet – bas
- Lionel – tenor
- Plumkett – bogaty dzierżawca – baryton
- Sędzia z Richmond – bas
- Trzy dziewczyny – soprany i alt
- Trzej służący lady Harriet  – tenory i bas
- Damy dworu, służba, dzierżawcy, dziewczęta, lud.

## Treść
Akcja toczy się w Anglii w XVIII wieku, za panowania królowej Anny Stuart.

### Akt I
Lady Harriet zastanawia się jak urozmaicić sobie nudne dworskie życie. Towarzyszy jej powiernica Nancy, która próbuje poprawić nastrój swojej przyjaciółce. Nie udaje jej się to, tak samo jak Tristanowi, który przybywa do buduaru damy dworu. Dopiero wesoły śpiew dziewcząt idących na jarmark, dobiegający z daleka, nasuwa Harriet pomysł przebrania się w wiejską dziewczynę i zasmakowania towarzystwa i zabawy wśród szczerych prostych ludzi. Nancy ma jej towarzyszyć. Lord Tristan nie jest zachwycony pomysłem, ale idzie za kobietami by je chronić.

### Akt II
Na jarmarku dwaj bogaci dzierżawcy Plumkett i Lionel poszukują ludzi do pracy w gospodarstwie. Dowiadują się z ogłoszenia szeryfa, że po zapłaceniu zaliczki na poczet przyszłej pracy mają prawo wymagać minimum rocznego okresu zatrudnienia. Do miasteczka przychodzą Harriet i Nancy. Młodzi farmerzy proponują dziewczętom pracę, a te, nie wiedząc o zarządzeniu szeryfa dla żartu zgadzają się i przyjmują zaliczkę. Dopiero kiedy sędzia Richmond informuje je, że muszą teraz pracować przez rok, są przerażone.

### Akt III
Nowe "służące" Plumketta i Lionela nie potrafią nic robić w gospodarstwie, ale bardzo podobają się swoim panom. Lionel, oczarowany pięknym śpiewem Harriet, która przybrała imię Marta, oświadcza się, ale kobieta śmieje się z niego, podobnie jak Nancy-Julia, odrzucająca zaloty Plumketta. Nocą, kiedy farmerzy śpią, przyjaciółki uciekają przez okno przy udziale czuwającego nad nimi Tristana.

### Akt IV
Uczestnicy królewskiego polowania, wśród których jest również Nancy, przybywają do wiejskiej gospody, gdzie czeka Plumkert z przyjaciółmi i sąsiadami, by godnie przywitać gości. Wśród eleganckich dam dworu rozpoznaje on "Julię" i żąda dopełnienia kontraktu. W obronie zmieszanej kobiety stają jej dworscy towarzysze, którzy przepędzają dzierżawcę do lasu. Podobnie Lionel rozpoznaje wśród dam dworu swoją "Martę", ale i jego inni biorą za wariata, kiedy domaga się powrotu do pracy "dziewki folwarcznej". Przed aresztowaniem chroni farmera cenny pierścień zmarłego ojca, pozostawiony mu w dzieciństwie, który teraz oddaje i zrozpaczony odchodzi. Harriet, której Lionel nie jest zupełnie obojętny, czuje po tym zajściu wyrzuty sumienia i smutek.

### Akt V
Odsłona 1
Harriet pokazuje pierścień Lionela królowej i dowiaduje się, że należał on do hrabiego Derby, ongiś niesłusznie skazanego i wypędzonego. Wieści te Harriet osobiście przekazuje synowi hrabiego, ale ten zrozpaczony i oszalały z żalu nie rozpoznaje swojej "Marty". Lady obmyśla plan, który ma naprawić wyrządzoną krzywdę.
Odsłona 2
Na targowisko urządzone przed domem Plumketta, na zlecenie damy dworu, przychodzi lady Harriet w wiejskim stroju. Plumkett przyprowadza Lionela, tak samo jak kiedyś w Richmondzie, młodzi spotykają się, ale tym razem "Marta" oświadcza, że gotowa jest dla ukochanego wyrzec się dworskich zaszczytów i zbytku. W tym samym czasie Nancy zgadza się zostać żoną Plumketta.